# Фукубара Хіротосі
Фукубара Хіротосі (яп. 福原広俊, ? — ?) — самурайський полководець середньовічної Японії періоду Сенґоку. Голова роду Фукубара у провінції Акі. Васал і один зі старійшин роду Морі. Служив Морі Хіромото,  якому віддав у дружини свою доньку. Дід Морі Окімото і Морі Мотонарі.
Рід Фукубара походив від бічної гілки роду Морі. 13-й голова роду Морі, Морі Тойомото, дуже цінував батька Фукубари Хіротосі, називаючи його "старшим братом". Проте з початком головування сина Тойомото, Морі Хіромото, позицію роду були послаблені. Для їх укріплення Фукубара Хіротосі віддав свою доньку сюзерену у дружини. Вона народила спадкоємців роду Морі, Морі Окіомото і Морі Мотонарі, чим врятувала престиж свого роду Фукубара.